# جيمس ستافورد
جيمس ستافورد (بالإنجليزية: James Stafford)‏ (1844 في المملكة المتحدة - 24 أغسطس 1919) هو لاعب كريكت بريطاني (وحمل سابقاً جنسية المملكة المتحدة لبريطانيا العظمى وأيرلندا). لعب مع نادي مقاطعة سري للكريكت ‏.

## وصلات خارجية
- جيمس ستافورد على موقع إي آس بي آن كريك إنفو (الإنجليزية)